# Hidraulica UM Plopeni
Hidraulica UM Plopeni este o companie producătoare de pompe și echipamente hidraulice din România.
Compania s-a desprins în 2003 din fabrica de armament Uzina Mecanică Plopeni.
Firma este controlată de omul de afaceri Dănel Dinu, care mai controlează și producătorul de tractoare și utilaje agricole MAT Craiova și producătorul de silozuri și mori pentru cereale Islaz Alexandria.
Hidraulica UM Plopeni produce echipamente hidraulice pentru utilaje agricole, care sunt vândute pe piața internă pentru producția de tractoare, dar și la export în Iran și Egipt.
Compania mai produce cilindri hidraulici și pompe hidraulice, fiind singurul producător local pentru anumite categorii de echipamente.
Număr de angajați:
- 2009: 240[3]
- 2008: 350[3]
- 2004: 350[4]

Cifra de afaceri în 2009: 2,6 milioane euro